# 吴雪之
吴雪之（1906年—1991年3月5日），江苏嘉定人，中华人民共和国政治人物。
早年担任上海协鑫号、协泰行总经理，上海广大华行副总经理。中华人民共和国成立后，担任华东军政委员会贸易部副部长、部长，后担任中华人民共和国商业部副部长。